# Jesse Palmer

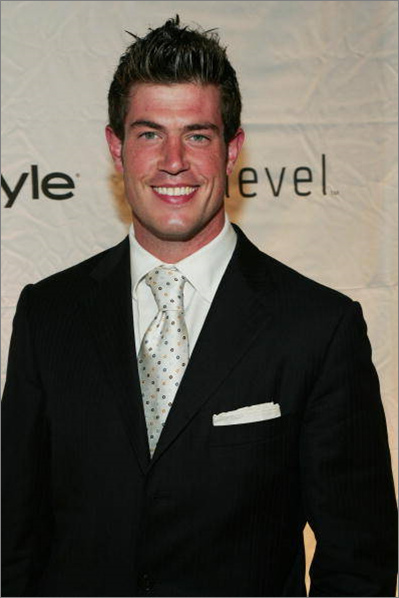
Imagem do ex-jogador de futebol americano canadense Jesse Palmer.

Jesse James Palmer (Toronto, 5 de outubro de 1978) é um ex-jogador profissional de futebol americano canadense.
Foi quarterback do New York Giants.